# Zacinto (mitología)
En la mitología griega, Zacinto (en griego antiguo: Ζάκυνθος) es el héroe epónimo de la isla de Zacinto, también conocida como Zante. El nombre procede de la época premicénica o pelasga, como sucede con los nombres terminados en -nthos.
Dionisio de Halicarnaso nos cuenta que los iliotas, tras el final de la guerra de Troya, llegaron a Zacinto. «Los zacintios les recibieron amistosamente por su relación de parentesco, pues dicen que Dárdano, el hijo de Zeus y Electra, la hija de Atlas, tuvo dos hijos con Batía, Zacinto y Erictonio, de los cuales el segundo fue antepasado de Eneas, y Zacinto, el colonizador de la isla». Clemente dice que Zacinto fue amado por Apolo.
Pausanias tiene una variante arcadia, y que la «acrópolis de Zacinto tiene también el nombre de Psófide, porque el primero que pasó a la isla con naves y se convirtió en su fundador fue un hombre de Psófide, Zacinto, hijo de Dárdano».